# New Nambu M60
O New Nambu M60 (ニューナンブM60) é um revólver de ação dupla com câmara para o cartucho .38 Special, baseado em projetos no estilo Smith & Wesson.
Foi projetado e produzido pela Shin-Chuō Industries, posteriormente fundida com a Minebea. "New Nambu" recebeu o nome de Kijirō Nambu, um notável projetista de armas de fogo e fundador da Shin-Chuō Industries. Aproximadamente 133.400 unidades foram produzidas desde 1961. A produção foi encerrada na década de 1990, mas ainda é uma das armas de fogo padrão portadas por policiais no Japão.

## Projeto
O projeto básico foi baseado nos revólveres "J-Frame" e "K-Frame" da Smith & Wesson. O revólver possui um tambor de cinco tiros, mas não é compatível com um speedloader "J-Frame" porque o tambor real é ligeiramente maior. O cano da arma possui 5 ranhuras, com giro para a direita e 1 volta em 38 cm. O comprimento do cano varia de 5 a 7,5 cm.
O mecanismo de gatilho é de ação dupla/ação simples. A precisão do Minebea M60 é excelente em tiros de ação simples, capaz de disparar agrupamentos de 50 mm a 25 metros.

## Variantes
O M60 foi fabricado com canos de duas (5 cm) ou três (7,5 cm) polegadas.
Uma variante para uso esportivo, equipada com cano mais longo e pesado, alça de mira ajustável e empunhadura ajustável para competição, chamada New Nambu M60 Sakura, foi considerada para produção, mas o produto nunca passou da fase de protótipo. Apenas três protótipos foram exportados para a Europa.